# 빈과일보 (타이완)

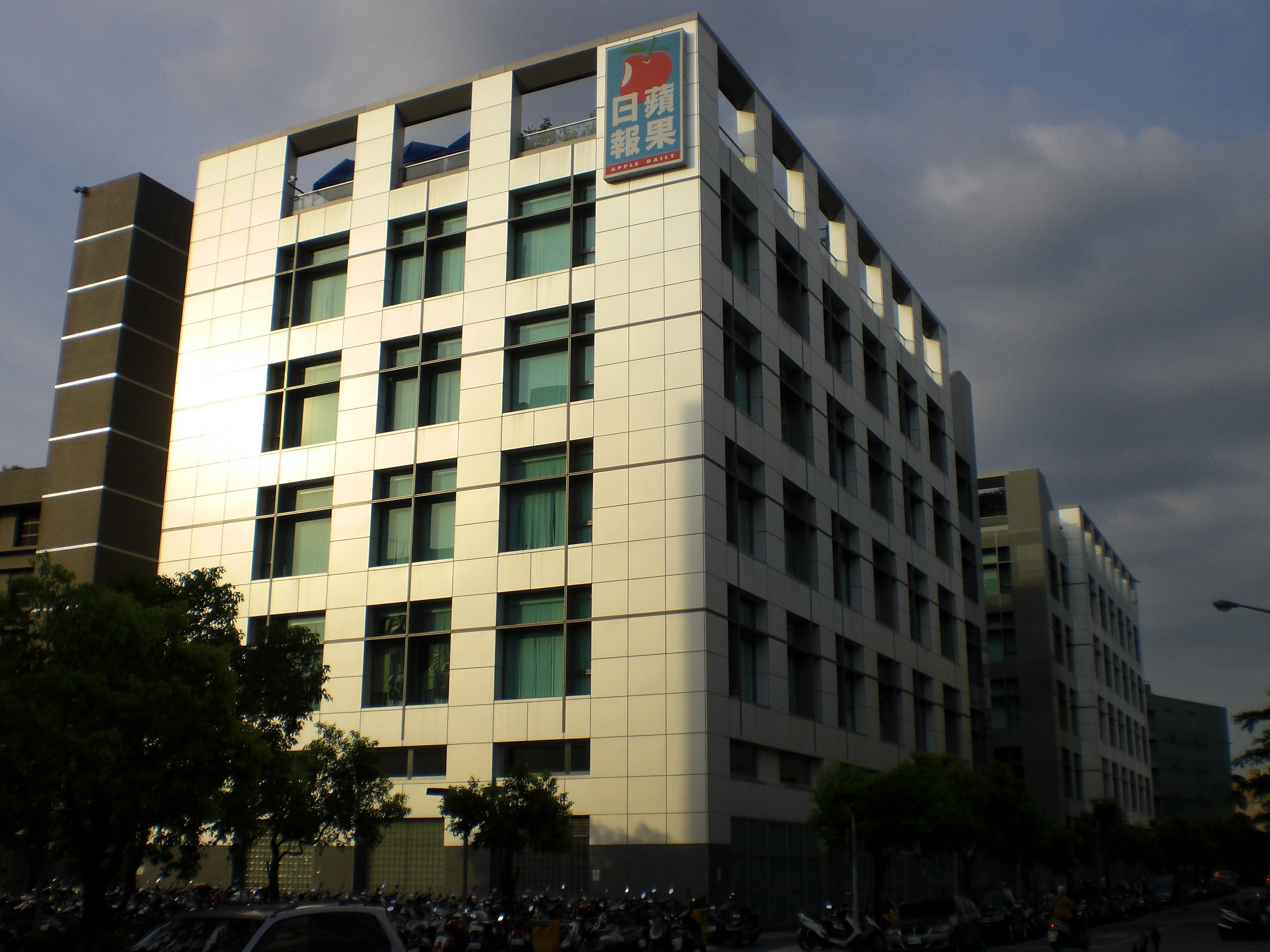

빈과일보(蘋果日報)는 중화민국에서 발행되는 정체자 중국어 일간 신문이다. 홍콩의 동명 신문 빈과일보의 타이완 버전으로, 2003년 5월 2일에 창간되었다. 홍콩판과 같이 홍콩의 미디어 기업 넥스트 미디어의 산하에 있다. 타이완 본사는 타이베이시 네이후 구에 있다.

## 같이 보기
- 넥스트 미디어(영어판)